# Leif Høegh
Leif Høegh (21. april 1896 i Kristiania – 23. maj 1974 sammesteds) var en norsk skibsreder og grundlægger af Leif Höegh & Co.

## Historie
Høegh blev født i 1896 i Kristiania, det nuværende Oslo, under navnet Petersen. I 1910 foretog han navneændring til Høegh efter farmorens slægt. I 1916 afsluttede han studier i statsøkonomi på Det Kongelige Frederiks Universitet, og fik efterfølgende job som agent i New York for rederiet Wilh. Wilhelmsen. I årene 1919 til 1926 var Høegh logistikchef for rederiets ruter mellem New York City og Sydamerika.
I 1927 lejede Leif Høegh et tankskib, og grundlagde derpå rederiet Leif Höegh & Co. Op igennem 1930'erne voksende selskabet, da behovet for tank- og fragttransport til søs var stigende. Høegh blev desuden bestyrelsesmedlem i personfragtrederiet Den norske Amerikalinje, ligesom han i 30 år var det hos Nationaltheatret. Han var deltager på den første Bilderbergkonference i 1954, og deltog årligt i møderne frem til sin død i 1974.

## Ordener
Leif Høegh var blandt andet dekoreret med:
- Kommandør med stjerne af Sankt Olavs Orden (1962)
- Kommandør af Dannebrogordenen
- Kommandør af Vasaordenen
- Kommandør af Finlands Hvide Roses Orden
- Kommandør af Æreslegionen
- Desuden dekoreret med andre ordener